# Chassalia subnuda
Chassalia subnuda är en måreväxtart som först beskrevs av William Philip Hiern, och fick sitt nu gällande namn av Frank Nigel Hepper. Chassalia subnuda ingår i släktet Chassalia och familjen måreväxter.
Artens utbredningsområde är Nigeria. Inga underarter finns listade i Catalogue of Life.